# Betta breviobesus
Betta breviobesus är en fiskart som beskrevs av Tan och Kottelat, 1998. Betta breviobesus ingår i släktet Betta och familjen Osphronemidae. Inga underarter finns listade.